# Voedselbereiding
Voedselbereiding is het verwerken van grondstoffen in een voor menselijke consumptie geschikte toestand. Vaak wordt hierbij ook aandacht besteed aan de smaak, geur en textuur van het eindresultaat. Diverse soorten rauw voedsel zijn van nature geschikt voor consumptie, maar de meeste worden op de een of andere manier voor- en/of nabewerkt. 

## Geschiedenis
Technieken als koken maakten dat meer soorten voedsel genuttigd konden worden die anders te hard was, giftig, of op een andere manier oneetbaar waren. Voedsel werd makkelijker te verteren en smakelijker, de houdbaarheid nam toe en de kans op ziektes af. Het heeft waarschijnlijk de nodige veranderingen teweeggebracht bij de mens. Doordat het eten zachter werd, droeg voedselbereiding mogelijk bij tot het kleiner worden van de tanden, maar ook de tijd die werd besteed aan eten kon afnemen. In plaats van vrijwel de gehele dag te eten, kon het beperkt blijven tot enkele grotere maaltijden. Wrangham stelt zelfs dat het gekookt voedsel heeft bijgedragen aan een veranderd darmstelsel en grotere hersenen, maar daar is nog geen algemene consensus over. Daarnaast bracht het ook sociale veranderingen met zich mee, doordat het leven zich steeds meer af ging spelen rond het vuur.
Naarmate de vaardigheden verbeterden begon smaak een steeds grotere rol te spelen, wat tot uiting komt in de kookkunst waarin gebruik wordt gemaakt van vele verschillende kooktechnieken en door verschillende ingrediënten met elkaar te combineren. Dit heeft geleid tot vele diverse gerechten en keukens. Onderstaande lijst geeft de meest voorkomende technieken die bij dit proces een rol spelen.

## Terminologie

### Voorbewerkingen
Fileren
Het verwijderen van bot, been en graat uit vlees en vis.
Mise-en-place
Voorbereidende handelingen in de keuken. Frans voor "op zijn plaats leggen"
Paneren
Het bedekken van bijvoorbeeld vlees met een laagje bloem en/of paneermeel, zodat het na bereiden een bruine, krokante laag krijgt.
Glaceren
Bij dierlijke producten wordt bedoeld het eetbaar maken van taai stug bindweefsel. Bij plantaardige producten gaat het om het voorzien van een mooi glanzend laagje met behulp boter, suiker, honing, stroop of suikerwater.
Larderen
Een mager stuk vlees, bijvoorbeeld rosbief doorrijgen met dunne reepjes spekvet. Bij het vervolgens braden van het vlees smelt het vet van binnenuit en wordt het resultaat malser.
Fonceren
Het aanbrengen van een dun laagje deeg in een bakvorm of terrinevorm, met als doel een bodem voor taarten, petitfours of terrines te maken. Ook beschermt het de vulling van bijvoorbeeld terrines tegen directe verhitting. Voor deze techniek wordt fonceerdeeg of 'harde wener' deeg gebruikt.
Marineren
In een smaakstoffenmengsel weken van gerechten.
Monderen
Het ontvellen van een product, bijvoorbeeld het velletje van een tomaat. Wordt vaak verward met plisseren, dat geen Franse vakterm is.
Degorgeren
Het onttrekken van vocht aan bijvoorbeeld komkommers.
Stropen
Het ontvellen van dieren, al dan niet gevolgd door het fileren
Versnijden
Er zijn verschillende snijwijze om voedsel vorm te geven o.a. : brunoise (blokjes), julienne (luciferreepjes), macedoine (blokjes van 5 mm), tourné (langwerpige ovale vormen) en Mukimono of decoratief versnijden.
Bevriezen en ontdooien
Door het herhaald bevriezen en ontdooien breekt men de celstructuur van vlees en fruit om een zachtere structuur te verkrijgen.

### Verhitting
Verhitten speelt een rol bij vele vormen van voedselbereiding. Het breekt de celstructuren van de grondstoffen, waardoor de ingewanden het voedsel beter kunnen verteren. Verhitten kan direct boven een open vuur, in een hete vloeistof, met hete lucht in een gesloten ruimte of een combinatie hiervan.

#### Hete vloeistof
Koken
In kokend water bij 100°C laten liggen.
Au bain-marie
Verwarmen in een binnenpan die in een andere pan met water staat. De buitenpan staat op het vuur. De binnenpan wordt verwarmd door warm of kokend water zodat de temperatuur nooit boven de 100°C kan komen.
Blancheren
Kort koken waarbij niet het garen van het levensmiddel het doel is. Het product wordt dan niet helemaal gaar gekookt, maar zover gegaard dat het beetgaar is. Door bijvoorbeeld kool eerst te blancheren en daarna in vers kokend water te garen wordt de penetrante smaak minder.
Fonduën
Aan tafel onderdompelen van gerechten in warme/hete vloeistof. Het woord fondue betekent gesmolten in het Frans. De oorspronkelijke fondue wordt gedaan met gesmolten kaas (Gruyère/Raclette in Suisse Romande met Emmenthal in het Duitstalige deel van Zwitserland) gemengd met wijn, maar kan ook worden gedaan in bouillon, olie, of chocolade.
Frituren
Voor enkele minuten in hete (100-190°C) olie onderdompelen van aardappelgerechten of gepaneerde gerechten.
Blussen
Aan een zeer hete pan met een gebakken gerecht wat water of ander vocht toevoegen, zodat het sissend verdampt en het gerecht wat afkoelt. Ook worden de aanbaksels opgelost, hetgeen de smaak ten goede kan komen.
Flamberen
Met een (verwarmde) alcohol-houdende drank overgieten waarna een gedeelte van de alcohol wordt verbrand.
Pocheren
Garen van levensmiddelen in niet kokend vocht (70-75°).
Stomen
Boven kokend water in de stoom gaar laten worden van voedsel.
Potjiekos
Een gietijzeren kookpot met deksel en drie pootjes wordt gevuld met laag op laag verschillende fijngesneden groentes en dan in het vuur van de barbecue gezet.
En papilotte
Frans voor in papier. Een techniek om gerechten gaar te stomen in bakpapier of aluminiumfolie zodat geur en smaak behouden blijven. Door groenten, kruiden en specerijen en wat vocht (bouillon, wijn, citroensap of olijfolie) toe te voegen krijgt het gerecht een lekkere smaak en geur.

#### Verhitten
Bakken
Het garen en bruin laten worden van vlees, wild, gevogelte, vis, groente of fruit in hete boter, olie of ander vet, in een pan al dan niet met gesloten deksel. Om uitdroging van het vlees te voorkomen wordt er af en toe enig vocht overheen gegoten of gesprenkeld.
Het garen van deeg in een oven.
Braden
Gedurende korte tijd op hoog vuur dichtschroeien van vlees, en het laten ontstaan van een braadkorst.
Stoven
Gedurende langere tijd op een laag vuur laten garen van vlees en vleesgerechten.
Grillen
Door stralingswarmte verhitten van een gerecht waardoor een knapperig korstje ontstaat.
Barbecueën
Boven een heet vuur of boven gloeiende kolen grillen.
Barderen
techniek waarbij vlees wordt ingepakt met spek alvorens het snel en door middel van droge hitte wordt gebraden. Bijvoorbeeld slavink.
Gratineren
Het gerecht met kaas en eventueel paneermeel bedekken en in de oven, bij voorkeur onder de grill, de kaas laten smelten en vervolgens knapperig bruin laten worden.
Braiseren
Het smoren of stoven van levensmiddelen in een pan met gesloten deksel en met weinig vocht (1/3 van de hoeveelheid).
Poffen
Gaar maken in een hete oven, op een barbecue of in hete as, waardoor het product langzaam gaart, of expandeert in een hete, afgesloten pan (maïs, rijst).
Sauteren
Een kooktechniek die veel weg heeft van roerbakken. In weinig olie worden de ingrediënten (typisch rood vlees en groenten) onder hoge temperatuur verhit.
Steengrillen
Door contact met een zeer hete steen (tot 400°C) garen van kleine vlees- en visgerechten.
Roken
In een speciale rookkamer of rookoven boven een smeulend vuur van hout of houtzaagsel de smaak van de rook in het gerecht laten trekken. De rook heeft tevens een desinfecterende werking. Bij roken mag het gerecht niet te warm worden; grote objecten worden meerdere malen een paar uur gerookt waarbij in de tussenpozen gelegenheid wordt geboden af te koelen.
Luau
Hawaiiaanse manier van stoven door een groot gat in de grond te graven daar allerlei voedingsmiddelen in te stoppen samen met hete stenen en dan af te dekken.

### Ceviche
Het garen van meestal witte vis, garnaalsoorten of zeevruchten door het toevoegen van een zuur zoals citroen- of limoensap.

### Conserveren
Appertiseren
Door verhitting in de vooraf hermetisch gesloten verpakking stabiliseren van voedingsmiddelen (bijvoorbeeld inblikken).
Pekelen
Verduurzamingsmethode door gerechten in een sterke zoutoplossing laten liggen. Door het pekelen wordt vocht onttrokken aan het gerecht. Dit wordt gedaan met bijvoorbeeld haring, ham en kaas.
Inleggen
Bewaarmethode voor vruchten door deze in suikerwater te koken.

### Ingrediënten combineren
Aanmaken
Een papje maken van aardappelzetmeel of bloem met water of kookvocht.
Afsmaken
Het met extra kruiden, specerijen, zout of andere toevoegingen op smaak brengen van het voedsel aan het eind van het bereidingsproces.
Binden
een meestal warm en dunvloeibaar gerecht vermengen met een bindmiddel zoals bloem of maïzena waardoor het dikker wordt.
Monteren
Het verbeteren van de smaak van soepen en sauzen door het verwerken van klontjes koude boter. Sommige gerechten worden met eiwit gemonteerd.

### Nabewerkingen
Pureren
Tot moes maken door grote stukken te vermalen. Dit kan met een mixer maar ook met een pureestamper of passe-vite.
Stampen
Het door elkaar mengen van verschillende onderdelen van een gerecht met behulp van een stamper. Het resultaat is stamppot, zoals hutspot.
Afgieten
Na het koken het water door de pan schuin te houden weg laten lopen. Afgieten wordt meestal gebruikt na het koken van aardappelen of groenten. Hierbij wordt ervoor gezorgd dat de groenten niet in de gootsteen vallen, en ook dat de hete stoom niet tegen het gezicht of de handen aankomt. Dit lukt door een deksel met een kleine kier op de pan te zetten. Het beste gaat afgieten naar het eigen lichaam toe. Het veiligst is het echter om van je af te gieten, zodat kokend water minder snel op de huid zal komen.
Deglaceren
Het losroeren en oplossen van bakresten in een pan met behulp van een vloeistof, met als doel de smaakstoffen van de bakresten op te nemen in de vloeistof.
Rissoleren
Producten voorzien van een bruin korstje. Het snel dichtschroeien van een product.

### Natuurlijke processen
Gisten
Een mengsel met gist gedurende enige tijd laten staan bij kamertemperatuur of iets hoger (32°), waarbij het gist suikers omzet in koolzuurgasbelletjes en alcohol. Bij het gisten van deeg gaat het om de belletjes (koolzuurgas ontwikkeling), bij het gisten van druiven om wijn te verkrijgen. Koolhydraten en gist worden omgezet in koolzuurgas en alcohol.